# Atriplex tichomirovii
Atriplex tichomirovii là loài thực vật có hoa thuộc họ Dền. Loài này được Sukhor. mô tả khoa học đầu tiên năm 2001.